# ایلوری
ایلوری (به لاتین: Ilori) یک منطقهٔ مسکونی در گرجستان است که در آبخاز واقع شده‌است.